# Partito Socialista del Lavoro
Il Partito Socialista del Lavoro (in romeno Partidul Socialist al Muncii, PSM) è stato un partito politico comunista e socialista rumeno fondato nel 1990 su iniziativa di Ilie Verdeț, già Primo ministro della Repubblica Socialista di Romania dal 1979 al 1982.
Il partito nacque dopo lo scioglimento del Partito Comunista Rumeno (PCR), che fece seguito al Golpe del 1989 e al rovesciamento della Repubblica Socialista di Romania. Molti rappresentanti del precedente regime, come Ion Iliescu, promossero la costituzione del Fronte di Salvezza Nazionale insieme ad altri soggetti politici; altri fondarono invece il Partito Socialista del Lavoro, quale prosecutore del PCR.
Dal 1992 al 1996 partecipò alla coalizione denominata Quadrilatero Rosso (Patrulaterul Roșu), con Fronte Democratico di Salvezza Nazionale, Partito Grande Romania e Partito dell'Unità Nazionale Romena. Alle elezioni parlamentari del 1992 raggiunse il 3% dei voti con 18 parlamentari, mentre alle successive elezioni legislative del 1996 ottenne il 2% senza conseguire alcun seggio.
Nel 2003 il PSM si fuse con il Partito Social Democratico; una componente del partito contraria alla fusione costituì invece il Partito dell'Alleanza Socialista, poi ridenominato Partito Socialista Romeno.

## Storia

### Fondazione

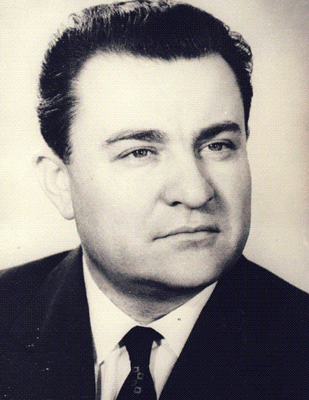
Ilie Verdeț

In seguito alla rivoluzione romena del 1989 che rovesciò il regime di Nicolae Ceaușescu il potere fu assunto ad interim da un governo provvisorio (il Consiglio del Fronte di Salvezza Nazionale, CFSN) costituito principalmente da ex membri del Partito Comunista Rumeno (PCR) che, nel febbraio 1990, formarono il partito del Fronte di Salvezza Nazionale (FSN), grande gruppo politico del leader Ion Iliescu, che dominò la presenza nelle istituzioni e nei mezzi di informazione nel primo periodo di transizione alla democrazia.
Un'altra parte di ex attivisti del PCR, guidati dall'ex primo ministro Ilie Verdeț, diedero vita ad un secondo partito, che costituì la base del Partito Socialista del Lavoro (in romeno Partidul Socialist al Muncii, PSM). Il 16 novembre 1990, infatti, fu organizzata la conferenza nazionale di fondazione del Partito Socialista Romeno che, però, non fu mai iscritto al registro dei partiti politici del tribunale di Bucarest, operando al di fuori degli schemi istituzionali previsti dalla legge. Una sentenza dell'Alta corte di cassazione e giustizia del 1992, infatti, ne dichiarò illegale l'atto costitutivo. Fra i suoi sostenitori vi furono diversi intellettuali comunisti, come Ghizela Vass, Mihail Florescu e Adrian Păunescu, mentre l'ex primo ministro Ion Gheorghe Maurer rifiutò l'invito a parteciparvi a causa dell'età avanzata. Il partito si richiamò esplicitamente all'eredità del PCR, vantandosi di «continuare le gloriose tradizioni dei movimenti operai e socialisti» del paese e di rappresentare il patriottismo nazionale di sinistra. Già nel 1990 fu lanciata l'idea di un'alleanza con un altro piccolo gruppo, il Partito Democratico del Lavoro (in romeno Partidul Democrat al Muncii, PDM) per la creazione del PSM.
Nel corso del primo congresso del 10 agosto 1991 si confermò l'adesione ideologica al socialismo rappresentato dall'ex PCR. Lo stesso Verdeț, infatti, dichiarò di essere rimasto deluso dall'esecuzione dei coniugi Ceaușescu, dall'arresto degli alti membri del comitato esecutivo del PCR del 1989 e dagli sviluppi dell'incipiente democrazia romena. La fusione con un ramo del PDM si realizzò il 23 gennaio 1992, divenendo l'atto ufficiale di nascita del PSM e della sua registrazione presso le autorità. Verdeț fu nominato presidente e fu coadiuvato da quattro vicepresidenti: Nicolae Bălășoiu, Traian Dudaș, Valeriu Petrescu e 
George Șerban. Ne fece parte anche Constantin Pîrvulescu, già membro fondatore del PCR e oppositore della leadership di Ceaușescu.
Le prime elezioni alle quali concorse furono quelle amministrative del 1992, nelle quali capeggiò una coalizione denominata Unione della sinistra democratica (rumeno: Uniunii Stângii Democrate), creata nell'ottobre 1991 insieme al Partito Socialista Democratico Romeno, Partidul Român pentru Noua Societate, Mişcarea Neoliberală e Asociaţia Generală pentru Apărarea Drepturilor la Muncă. La coalizione nel complesso ottenne 11 sindaci, 13 consiglieri di distretto e 264 consiglieri comunali.

### Partecipazione al "Quadrilatero Rosso"
Nel settembre 1992 si tennero le elezioni parlamentari alle quali il PSM, presentandosi con il simbolo del sole, conseguì il 3% dei voti, riuscendo a mandare in parlamento 13 deputati e 5 senatori.
Il neonato governo di Nicolae Văcăroiu, rappresentante del Fronte Democratico di Salvezza Nazionale (FDSN) di Iliescu, conseguì una maggioranza relativa che lo costrinse a cercare l'appoggio parlamentare di alcuni gruppi minori, tra i quali il PSM e i nazionalisti del Partito dell'Unità Nazionale Romena (PUNR) e del Partito Grande Romania (PRM). L'alleanza tra il partito di Iliescu e gli altri (il cosiddetto Quadrilatero Rosso, in rumeno Patrulaterul Roșu) funzionò in maniera non ufficiale fino al 1995, quando tutte e quattro le forze si impegnarono a rispettare un accordo firmato il 25 gennaio presso il Palazzo di Elisabetta di Bucarest. I termini dell'alleanza parlamentare, tuttavia, non piacquero a larga parte della dirigenza del PSM, con il risultato di inasprire il conflitto interno sulla leadership e sull'orientamento del partito. Nel marzo 1995 un'ala annunciò la scissione e la creazione del Partito Socialista (rumeno: Partidul Socialist) con a capo Tudor Mohora. I rapporti con gli alleati, allo stesso modo, si ruppero tra l'ottobre del 1995 e l'agosto del 1996: il 19 ottobre 1995 il partito di governo annunciò la fine dell'intesa con il PRM per vie di alcune dichiarazioni del suo presidente Corneliu Vadim Tudor; il 16 marzo 1996 lasciò il PSM; il 31 agosto 1996 fu la volta del PUNR.
Alle elezioni amministrative locali dell'estate 1996 il PSM ottenne il proprio miglior risultato, con 120 sindaci (pari al 4,6%), 98 consiglieri di distretto (5,1%) e 2.526 consiglieri comunali (5,9%).

### Declino e fusione con il PSD

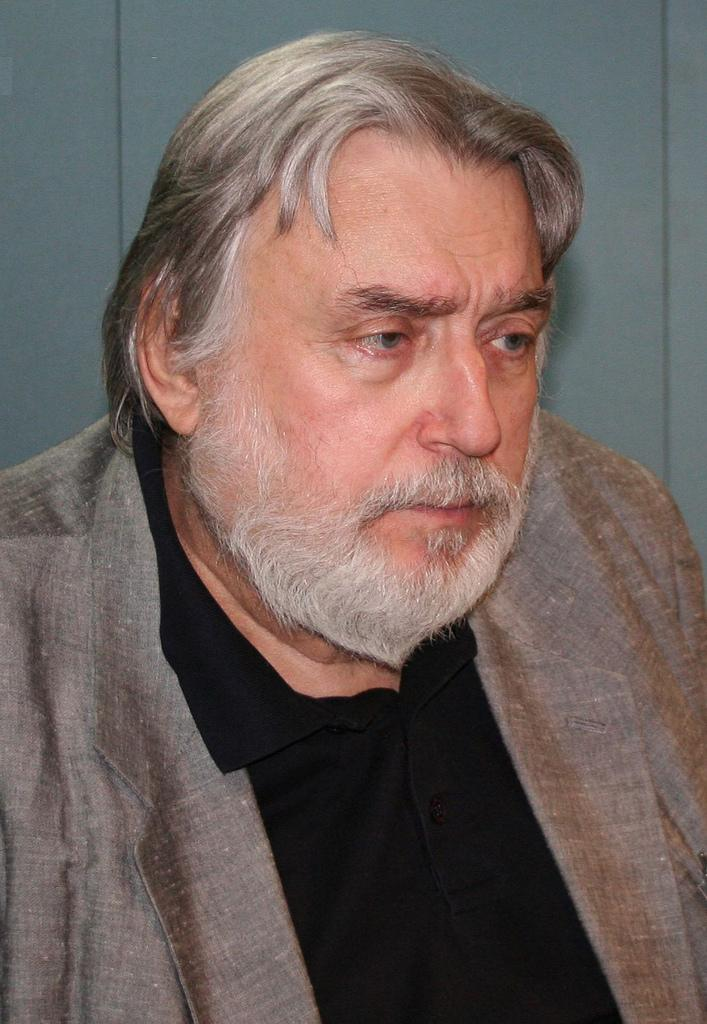
Adrian Păunescu

Alle elezioni parlamentari in Romania del 1996, però, il PSM non riuscì a confermarsi. Mentre Adrian Păunescu, già senatore nel corso della precedente legislatura, fu candidato alla presidenza e non raggiunse neanche l'1%, il partito ottenne cifre intorno al 2% sia alla camera che al senato, senza superare la soglia di sbarramento elettorale, elemento che aprì una grave crisi interna che portò molti membri, tra i quali lo stesso Păunescu, ad iscriversi al PDSR di Iliescu.
Nel corso del III congresso del partito del 6 giugno 1998, quindi, Verdeț provò un'inversione di rotta, rivolgendosi ad altre forze di sinistra per la creazione di un più largo fronte socialista. L'invito, tuttavia, non fu raccolto nemmeno dal gruppo di Mohora, con il quale Verdeț aveva provato una riconciliazione.
Alle elezioni amministrative del 2000 il PSM confermò la flessione negativa, ottenendo 51 sindaci (1,1%), 24 consiglieri di distretto e 745 consiglieri comunali. Nel giugno 2000, quindi, l'intero gruppo dirigente rassegnò le proprie dimissioni, compreso Verdeț, che abbandonò l'incarico anche a causa del peggioramento delle proprie condizioni fisiche (morì l'anno successivo). Al suo posto la leadership fu assunta da Ion Sasu, che fu anche il candidato alla presidenza della repubblica alle elezioni dello stesso anno. Le elezioni del novembre 2000 rappresentarono un nuovo fallimento: Sasu si fermò allo 0,3%, mentre il PSM si attestò intorno allo 0,8%.
Il congresso straordinario del giugno 2001 riconfermò la presidenza di Sasu e stabilì una nuova strategia politica per mettere in pratica la costituzione di un più ampio gruppo composto da diversi movimenti politici di sinistra. Il PSM, tuttavia, rimase in attività solamente fino al luglio 2003, quando fu assorbito dal Partito Social Democratico (PSD), ridenominazione del partito capeggiato da Iliescu e principale forza del governo Năstase. Una componente minoritaria del PSM contraria alla fusione costituì, invece, il Partito dell'Alleanza Socialista (rumeno: Partidul Alianța Socialistă), poi ridenominato Partito Socialista Romeno (PSR).

## Scissioni
- 1995 – Partito Socialista (in rumeno: Partidul Socialist, PS) di Tudor Mohora
- 2003 – Partito Alleanza Socialista (in rumeno: Partidul Alianța Socialistă, PAS) di Constantin Rotaru

## Presidenti
- Ilie Verdeț (1990–2000)
- Ion Sasu (2000–2003)

## Nelle istituzioni

### Collocazione parlamentare
- Sostegno parlamentare (1992–1996)

Governo Văcăroiu
- Opposizione extraparlamentare (1996–2000)

Governo Ciorbea, Governo Vasile, Governo Isărescu
- Sostegno extraparlamentare (2000–2003)

Governo Năstase

## Risultati elettorali
| Elezione          | Elezione | Voti    | %    | Seggi    |
| ----------------- | -------- | ------- | ---- | -------- |
| Parlamentari 1992 | Camera   | 330.378 | 3,04 | 13 / 343 |
| Parlamentari 1992 | Senato   | 349.470 | 3,18 | 5 / 143  |
| Parlamentari 1996 | Camera   | 262.563 | 2,15 | 0 / 343  |
| Parlamentari 1996 | Senato   | 265.659 | 2,16 | 0 / 143  |
| Parlamentari 2000 | Camera   | 91.027  | 0,71 | 0 / 345  |
| Parlamentari 2000 | Senato   | 96.636  | 0,89 | 0 / 140  |

| Elezione           | Elezione | Candidato       | Voti   | %    | Esito                 |
| ------------------ | -------- | --------------- | ------ | ---- | --------------------- |
| Presidenziali 1996 | I turno  | Adrian Păunescu | 87.163 | 0,69 | ❌ Non eletta/o (9º)  |
| Presidenziali 2000 | I turno  | Ion Sasu        | 38.375 | 0,34 | ❌ Non eletta/o (11º) |